# Vůz Bee246, 240, 238 ČD
Vozy řady Bee246, číslované v intervalu 51 54 20-70, v 90. letech označené Beel, a Bee240 a Bee238, obě řady shodně číslované v intervalu 61 54 20-70, jsou řadami příbuzných osobních vozů z vozového parku Českých drah. Všechny vozy Bee246 (501–540) vznikly přestavbou 32 vozů řady B, jednoho vozu Bc a sedmi vozů Bh, kterou provedlo konsorcium firem MOVO Plzeň a DVJ Dunakeszi. Ostatní řady jsou modernizacemi těchto vozů, kterými tato řada zanikla.

## Vznik řady
V půlce 90. let si České dráhy objednaly u DVJ Dunakeszi a MOVO Plzeň modernizaci 100 starších vozů, ze kterých měly vzniknout vozy vhodné pro vlaky vyšších kategorií.
Všechny vozy určené k modernizaci byly nejdříve přistaveny do DVJ Dunakeszi, kde byly odstrojeny, byla opravena skříň, byla zlepšena hluková i tepelná izolace, vyrobeny nové bočnice a zmodernizován podvozek včetně výměny špalíkových brzd za kotoučové. Poté byly vozy převezeny do plzeňského MOVO, kde byly dosazeny interiérové prvky. Všechny interiérové prvky vyrobila španělská společnost Temoinsa.
Vozy Bee246 byly zrekonstruované v letech 1997–1998. Zbylých 60 vozů bylo zrekonstruováno na 15 oddílových vozů první třídy Aee147, 10 velkoprostorových vozů první třídy Apee148 a 35 velkoprostorových vozů druhé třídy Bpee247.

## Technické informace
Jsou to vozy typu UIC-Y o délce 24 500 mm s nejvyšší povolenou rychlostí 160 km/h. Vozy mají zmodernizované podvozky Görlitz V, neoficiálně označované jako Görlitz/Dunakeszi. Brzdová soustava je tvořena tlakovzdušnými kotoučovými brzdami DAKO s dvěma kotouči na každé nápravě.
Vozy mají dva páry jednokřídlých předsuvných nástupních dveří ovládaných tlačítky. Mezivozové přechodové dveře jsou dvoukřídlé, posuvné do stran a ovládané pomocí madel. Vozy Bee246 měly polospouštěcí okna, ostatní řady mají okna v horní čtvrtině výklopná.
Při modernizaci proběhla kompletní obnova interiéru včetně toalet. Ve vozech je deset oddílů po šesti místech k sezení, celkem 60 sedaček. Vozy Bee246 měly modrošedý potah sedaček, vozy Bee240 a Bee238 mají modrý potah sedaček. Pro informování cestujících je ve vozech nainstalováno rozhlasové zařízení. Vozy Bee238 mají kompletní audio-vizuální informační systém včetně displejů.
Do vozů byl dosazen centrální zdroj energie pro napájení elektrických zařízení, například osvětlení. Palubní elektrická síť vozů má napětí 24 V, a pro pokrytí výpadků napájení z lokomotivy je vybaven akumulátorem Hoppecke o kapacitě 375 Ah. Provozní osvětlení je realizováno zářivkami, nouzové žárovkami. Vytápění je dvoukanálové teplovzdušné, skládá se z elektrických topnic a větráků, které rozhánějí ohřátý vzduch po voze. V oddílech je cestujícím k dispozici ovládání teploty od +20 °C do +24 °C po 1 °C. Vozy jsou určeny pro provoz ve středoevropském podnebí s teplotami od −30 °C do +40 °C a nadmořskou výškou do 1 500 m n. m.
Vozy Bee246 měly nátěr přes okna zelený, pod okny bílý a střecha byla šedá. Vozy Bee240 a Bee238 mají nátěr přes okna červený, pod okny bílý a střecha je šedá. Některé vozy Bee246 později měly modro-bílý nátěr v novém korporátním designu Českých drah od studia Najbrt. Do stejného nátěru jsou postupně lakovány i ostatní řady.

## Další modernizace
Vozy při první modernizaci neobdržely klimatizaci ani toalety s uzavřeným odpadním systémem, ačkoli u vozů jiných železničních správ již tou dobou bylo oboje běžné. Proto proběhly další modernizace těchto vozů.
V letech 2008 a 2009 byla do 20 vozů Bee246 v ŽOS Trnava dosazena klimatizace, nový výkonnější centrální zdroj energie, vakuová WC s uzavřeným odpadním systémem a byly přečalouněny sedačky. Vznikla tak řada Bee240. Modernizace byla financována formou zpětného leasingu od společnosti ING Lease.
V letech 2010–2011 bylo všech zbývajících 20 vozů řady Bee246 zmodernizováno dosazením klimatizace, vakuových WC, nového centrálního zdroje energie, elektronického informačního a rezervačního systému a zásuvek 230 V, a vznikla řada Bee238. Kromě toho bylo na tuto řadu zmodernizováno i pět vozů Bee240, do těchto stačilo dosadit jen audio-vizuální informační systém a zásuvky 230 V.
V roce 2011 byly na vozy Bee238 č. 501 a 516 aplikovány polepy, které upozorňovaly na oddíly pro cestující s dětmi do 10 let.
V roce 2012 byly na skříně vozů Bee238 č. 531 a 532 aplikovány polepy s nápisem „D1 Express“, na kterých byly na začátku provozu těchto spojů nasazeny. Zároveň byly do vozů doplněny i některé prvky, např. podhlavníky s logy tohoto projektu.
V letech 2016 a 2017 byly zbývající vozy Bee240 modernizovány na řadu Bee238.

## Provoz
GVD 2023/2024

### EuroCity/InterCity
- Ex2 Praha - Vsetín - Horní Lideč - Púchov
- Ex1 Praha - Ostrava - Bohumín (do Polska a na Slovensko obvykle nejezdí
- EC 176 Praha – Děčín (pouze v pondělí)
- EC 572/573 Praha – Děčín (pouze v pondělí, náhrada za EC Hungaria)
- IC Opavan Praha – Opava

### Rychlíky
- R9 Praha – Havlíčkův Brod – Brno/Jihlava
- R13 Brno – Hodonín
- R18 Praha – Otrokovice – Luhačovice/Veselí nad Moravou/Zlín
- R19 Praha – Česká Třebová – Brno
- R20 Děčín hl.n. - Ústí nad Labem hl.n. - Praha hl.n.

Dále jezdily dle potřeby nebo jako náhrada i na jiných vlacích.